# 土屋光
土屋 光（つちや ひかる、1986年2月1日 - 、富田林市立明治池中学校→大阪府立金剛高等学校→筑波大学→モンテローザ）は日本の陸上競技選手。専門種目は走高跳。身長：171cm、体重：57kg、血液型はAB型。現在の自己記録は2009年の大阪国際グランプリで記録した2m25cm。

## 自己記録・主な成績
- 2006年:2m24cm

　　日本インカレ:第1位・南部記念第:1位・スーパー陸上:第3位
　
- 2005年:2m16cm

　　日本選手権:第5位・日本インカレ:第6位
- 2004年:2m18cm

　　世界ジュニア陸上選手権:第8位・日本インカレ:第3位・日本ジュニア陸上競技選手権大会:第1位
- 2003年:2m12cm

　　世界ユース陸上選手権:第3位・インターハイ:第6位
- 2002年:2m05cm

　　インターハイ:第3位・国民体育大会：第4位
- 2001年:1m93cm
- 2000年:1m70cm